# James Madio
James Madio (Bronx, Nova Iorque, 22 de novembro de 1975) é um ator americano.

## Biografia
Madio estudou na Herbert H. Lehman High School, no Bronx. Ele apareceu em seu primeiro filme em 1991, com uma pequena parte como um dos meninos perdidos em Hook. Mais tarde, ele apareceu ao lado de Leonardo DiCaprio em The Basketball Diaries. Madio desempenhou papéis em séries de televisão incluindo a minissérie Band of Brothers, no qual ele interpretava Frank Perconte. Ele trabalhou brevemente para uma pequena empresa de corretagem financeira em Melville, Nova York.
Madio interpretou Nicola Sacco no filme intitulado "No God No Master"